# HAM (음악 그룹)
HAM은 2009년 결성되었던 걸 그룹이다.

## 활동

### 일본에서의 활동
- 2009년 12월, 테레비오사카 《아이돌 스나이퍼》 출연
- 2009년 12월, FM COCOLO 《Farth Colors Korean edition》 출연
- 2010년 2월, YUMI KATSURA 일본 제일 귀여운 신부 콘테스트에서 입상 수상
- 2010년 3월, TOKYO MX 《서울 트레인》 출연.
- 2010년 8월, THE SUPER MODEL Asian Beauty Contest 2010 홍보 대사. 결승전 발표 대회에 게스트로 출연.
- 2010년 8월, 더 텔레비전 《인기 몰이중인 K-POP 아이돌!》 인터뷰 기사
- 2010년 1월, TBS 온 디맨드 《한국 출발! 걸 그룹 컬렉션 "HAM"》 방송
- 2011년 2월, 시부야 라이브 행사

## 멤버
- 미유
- 효니
- 수진
- 가현

## 음반 목록
- 티티댄스 (T.T Dance) (2009)
- Girls, Falling In Love (2009)
- 알펜시아 로고송 (2010)
- So Sexy (2010)
- 프로포즈 (아이폰 테마) (2010)
- 눈높이를 낮추고 (2011)